# Яковенко, Борис Валентинович
Борис Валентинович Яковенко (1884—1949) — русский философ, историк русской философской мысли, публицист, переводчик.

## Биография
Сын народника В. И. Яковенко.
Окончил классическую гимназию в Петербурге (1903), учился во Франции — в Сорбонне и Свободном русском университете, затем поступил в Московский университет (1903—1905). В 1905 году участвовал в революционном движении, был арестован. После освобождения в 1906 году уехал за границу и продолжил учёбу в Германии (1906—1908). В Гейдельберге ему преподаёт В. Виндельбанд, а в Фрайбурге — Г. Риккерт. Несмотря на то, что в Германии Яковенко учился у Виндельбанда и Риккерта, его философские симпатии были на стороне Германа Когена.
С 1908 года сотрудничал в журнале «Вопросы философии и психологии». Вернувшись в 1910 году в Россию, совместно с С. И. Гессеном и Ф. А. Степуном создал русское отделение международного ежегодника по философии культуры «Логос», которое редактировал в 1912—1914 годах. В 1912 году снова арестовывается за связь с эсеровской организацией.
С 1913 года за границей — сначала в Италии (по 1924) и Германии (1922—1929), затем переезжает по приглашению Т. Г. Масарика в Прагу. Здесь до 1939 года редактировал журнал «Der Russische Gedanke» («Русская мысль») и отдельные тома «Bibliotheque Internationale de Philosophie» («Международная библиотека философии»). В 1938 году на чешском языке вышла его «История русской философии», а в 1940-м на немецком — «История гегельянства в России». После отъезда из Италии продолжал сотрудничать с итальянскими издательствами, публиковал книги на итальянском языке, как по философии, так и переводы русской классики, в том числе Гоголя, Достоевского, Чехова, Короленко, А.  К. Толстого и Л. Н. Толстого.

## Вклад
Основу философских воззрений Яковенко составило неокантианство, но в значительно трансформированном виде: сам он называл их критическим или трансцендентальным интуитивизмом. Он последовательно критикует религиозную линию в русской философии, полемизируя с Н. Бердяевым, В. Эрном, С. Булгаковым и другими. Также Яковенко известен как автор работ, посвящённых критическому анализу воззрений Э. Гуссерля, Г. Когена, С. Маймона, И. Фихте, истории русской философии. Вместе с тем, выступает за разнообразие философских систем, поскольку они не только не дезориентируют, не истощают философскую мысль, а напротив, обогащают её. Цель философии, по Яковенко, заключается в обнаружении смыслов жизни, в постижении сущего во всех его проявлениях:

Мы гораздо более эпигоны, чем великие послекантианцы, ибо именно по отношению к нам был прав Виндельбанд, когда говорил, что после Канта не было ничего создано принципиально нового. Характернее всего, однако, что это эпигонство обнаруживается на самом Виндельбанде. В разрешении исходного пункта и границы гносеологии мы должны выйти из пределов кантовской философии и таким образом перестать быть эпигонами…

Яковенко видит выход из сложившейся ситуации в онтологии. Собственное бытие вещи следует познавать не трансцендентно, не за пределами познания, а имманентно, внутри процессов познания. По мнению Яковенко, такой подход позволяет преодолеть вносимые субъектом в познавательный процесс предрассудки натурализма, антропоморфизма, психологизма, интенционализма, а также все формы монизма и дуализма. Тем самым философия должна обратиться к чистой мысли как таковой как к основе содержательного состава познания.

## Семья
Отец — Валентин Иванович Яковенко.
Борис Валентинович с 1908 года был женат на Вере (в девичестве Лифшиц), сестре Розалии Винниченко — супруги писателя и политика Владимира Винниченко.

## Сочинения
- К критике теории познания Г.Риккерта.//Вопросы философии и психологии, 1908, т. 93
- Теоретическая философия Г.Когена.//Логос, 1910, кн. 1
- О логосе.//Логос, 1911, кн. 1
- Что такое философия? Введение в трансцендентализм.//Логос, 1911—12, кн. 2, 3
- О сущности прагматизма.//Труды и дни, 1912, № 2
- Имманентный трансцендентализм, трансцендентальная имманентность и дуализм вообще.//Логос, 1912—13, кн. 1, 2
- Современная американская философия.//Логос, 1913, кн. 3, 4
- Философия Эд. Гуссерля.//Новые идеи в философии, сб. 3. СПб, 1913
- Философия Вильгельма Шуппе. 1913
- Учение Риккерта о сущности философии.//Вопросы философии и психологии, 1913, т. 119
- Путь философского познания.//Вопросы философии и психологии, 1914, т. 122
- Вильгельм Виндельбанд.//Вопросы философии и психологии, 1916, т. 132
- Основная идея теоретической философии И. Г. Фихте.//Вопросы философии и психологии, 1916, т. 135
- Философия большевизма. Берлин, 1921
- Очерки американской философии. Берлин, 1922
- Очерки русской философии. Берлин, 1922
- История Великой русской революции: Февральско-мартовская революция и её последствия. — 1923.
  - История Великой русской революции. Февральско-мартовская революция и её последствия. — Викмо-М, Дом Русского Зарубежья им. Александра Солженицына, 2013. — 432 с. — ISBN 978-5-98854-046-5, 978-5-98454-029-2
- Десять лет русской философии.//Логос, 1925, кн. 1
- Мощь философии.//Логос (Прага), 1925, кн. 1
- Жизнь и философия Иоганна Готлиба Фихте. — СПб.: Наука, 2004. — 454 с. — (Слово о сущем) — ISBN 5-02-026859-3
- La philisophie russe en XX siecle. — Prague, 1935
- Dejny Ruske filosofie. — Praga, 1939
Яковенко Б. В. История русской философии. М.: Республика, 2003. – 510 с. Пер. с чеш. / Общ. ред. и послесл. Ю.Н. Солодухина. ISBN 5-250-01857-2
- Geschichte des Hegelianismus in Russland. — Praga, 1940
- V.G. Belinskij und die russische Philosophie / Library of the Xth International Congress of Philosophy/ Amsterdam,1948.
- Masaryk’s Conception of Philosophy.- Melbourne, 1967.
- Vom Wesen def Philosophie.- Melbourne, 1970.